# 西藏小姐

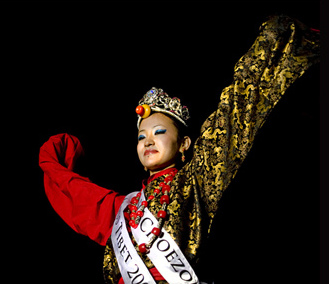
2009年西藏小姐丹增曲珍

西藏小姐是在印度达兰萨拉举办的年度选美比赛。该活动由洛桑旺杰主办，在流亡藏人年轻一代中颇受欢迎，然而2019年，因在开放报名3个月的时间内无人报名参加比赛，而宣告当年比赛取消。选美的宗旨是为年轻的西藏妇女提供舞台，让她们“全方位的展现能力与兴趣”，并为年轻一代提供“榜样和西藏文化的代言人”。
第一届西藏小姐选美于2002年10月成功举办，受到了一些西藏老人的批评。该活动被批评为“模仿西方文化”和“非西藏的”。自此之后便每年举办一次。2002年只有四位西藏女孩参加选美。2003年和2005年只有一位参加者。在那些年份参加者自动成为获胜者。2006年，泳装比赛对公众开放。此举引起了公众的震惊，因为传统西藏妇女在脚腕以上的部分都需用衣服遮盖。
2002年的西藏小姐卓玛次仁参加了两次国际选美。她在马来西亚获“友善小姐”称号，在墨西哥或最佳民族服装奖。十四世达赖喇嘛认为该选美是不重要的，但由于公众的要求，选美还是持续的举办。 晚些时候中国政府介入，要求国际选美管理者将西藏小姐命名为“中国西藏小姐”。两名西藏小姐在被要求穿戴含有中国字样的肩带后退出了津巴布韦和马来西亚举办的选美。  2007年西藏小姐丹增卓玛在菲律宾也被要求戴这种肩带，但拒绝了，不过最后被允许穿戴“西藏小姐”肩带。2006年西藏小姐次仁琼达在2007年11月由于中国政府要求马来西亚让她以“中国西藏小姐”的名义参加旅游小姐选美而退出比赛。2004年西藏小姐扎西央金在2005年2月也因同样的原因退出了在津巴布韦举办的选美比赛。